# 尼爾·基爾堅尼
尼爾·基爾堅尼（英語：Neil Kilkenny，1985年12月19日—）是一名在英格蘭出生的澳洲職業足球員，司職中場，現效力於澳職球會西部聯。

## 生平
基尔肯尼出身於阿仙奴青訓，2004年1月轉投伯明翰，2004年11月18日，基爾堅尼被外借至奧咸，基爾堅尼在奧咸有出色的表現，一直是奧咸的正選球員，在英格蘭足總盃賽事中，射入自由球，令奧咸奇蹟地擊敗曼城，最後獲選為奧咸的年度最佳青年球員。
2005/06年球季，基爾堅尼重返伯明翰，2005年9月20日，基爾堅尼首次上陣在足總盃對斯肯索普的賽事，在26分鐘入替蒙斯·艾錫，2005年9月24日，基爾堅尼首次聯賽上陣對利物浦的賽事。
2007年7月30日，基爾堅尼再次被外借至奧咸。2008年1月4日，基爾堅尼被列斯聯緊急借用，基爾堅尼在對諾咸頓的賽事中披甲，最終助球隊大勝3-0，除了成為該場比賽的最佳球員外，更獲得媒體、球迷等一致好評。
2008年1月7日基爾堅尼正式和列斯聯簽下三年半合約，並以15萬英鎊轉會費從伯明翰轉投列斯聯。基爾堅尼在列斯聯於2008年3月對般尼茅夫的賽事中，攻入加盟以來的首球，助球隊以2-0擊敗對手。
2011年夏季基爾堅尼與列斯聯的合約屆滿，他拒絕續約，並於6月24日以自由身加盟布里斯托城，簽約三年。

## 國家隊
雖然基爾堅尼生於英格蘭，但在小時移民到澳洲，並在布里斯本成長，所以基爾堅尼有資格代表澳洲、英格蘭和愛爾蘭，在06世界盃之前，基爾堅尼選擇代表澳洲，並被當澳洲領隊胡斯·希丁克選入隊伍，2006年6月7日，基爾堅尼首次國家隊上陣，是友賽列支敦士登。

## 外部連結
- Leeds United Profile
- 足球数据库：尼爾·基爾堅尼的球员统计数据
- Birmingham City profile （页面存档备份，存于）
- Oldham Athletic profile
- FFA - Olyroo profile